# 電動式リアテールゲート
電動式リアテールゲート（でんどうしきリアテールゲート）は荷物で両手が塞がっていてもワンタッチボタン（またはリモコンキー）でリアテールゲートを自動で開閉できる装置のことで、日本メーカーでは本田技研工業が開発した。
2002年11月28日に発売されたアコードワゴンに初採用。のちに2003年10月発売のオデッセイや2004年5月発売のエリシオンにも搭載されている。（※アコードワゴン（2004年一部改良後）・オデッセイ・エリシオン3車ともオプション設定。）
また、2004年10月に発表された三菱自動車工業のコルトプラスにはコンパクトカークラスで初めて採用された。名称はエレクトリックテールゲート（全車標準装備）。

## 電動式リアテールゲート搭載車両

### 本田技研工業
- アコードワゴン
- オデッセイ　（2008年10月16日のフルモデルチェンジで消滅）
- エリシオン（2006年12月21日のマイナーチェンジで消滅）
- ステップワゴン（2007年2月15日のマイナーチェンジで消滅）
- CR-V（ハイブリッドも含む）

### 三菱自動車工業
- コルトプラス(2012年6月の販売終了と共に消滅)
- グランディス（2008年9月で生産終了）
- デリカD:5
- アウトランダー（PHEVも含む）

### 日産自動車
- エルグランド
- セレナ（2010年11月8日のフルモデルチェンジで消滅）
- ムラーノ(2015年2月の日本国内販売終了で消滅)
- エクストレイル（ハイブリッドも含む）

### トヨタ自動車
- アルファード・ヴェルファイア（ハイブリッドも含む）
- ノア・ヴォクシー（2014年1月20日のフルモデルチェンジで消滅）
- アイシス（2017年12月で生産終了）
- エスティマ（ハイブリッドも含む）
- ハリアー（ハイブリッドも含む）
- ランドクルーザー200

### スズキ
- ランディ（セレナのOEM、2010年12月21日のフルモデルチェンジで消滅）

### マツダ
- MPV（2016年3月で生産終了）
- CX-30(Lpackage標準装備、一部グレードオプション)
- CX-5
- CX-8
- CX-9（海外向け）

### SUBARU（旧・富士重工業）
- フォレスター
- アウトバック